# 轆轤車

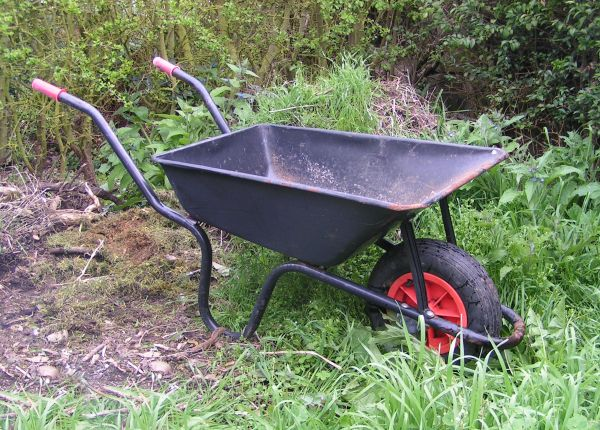
單輪手推車。

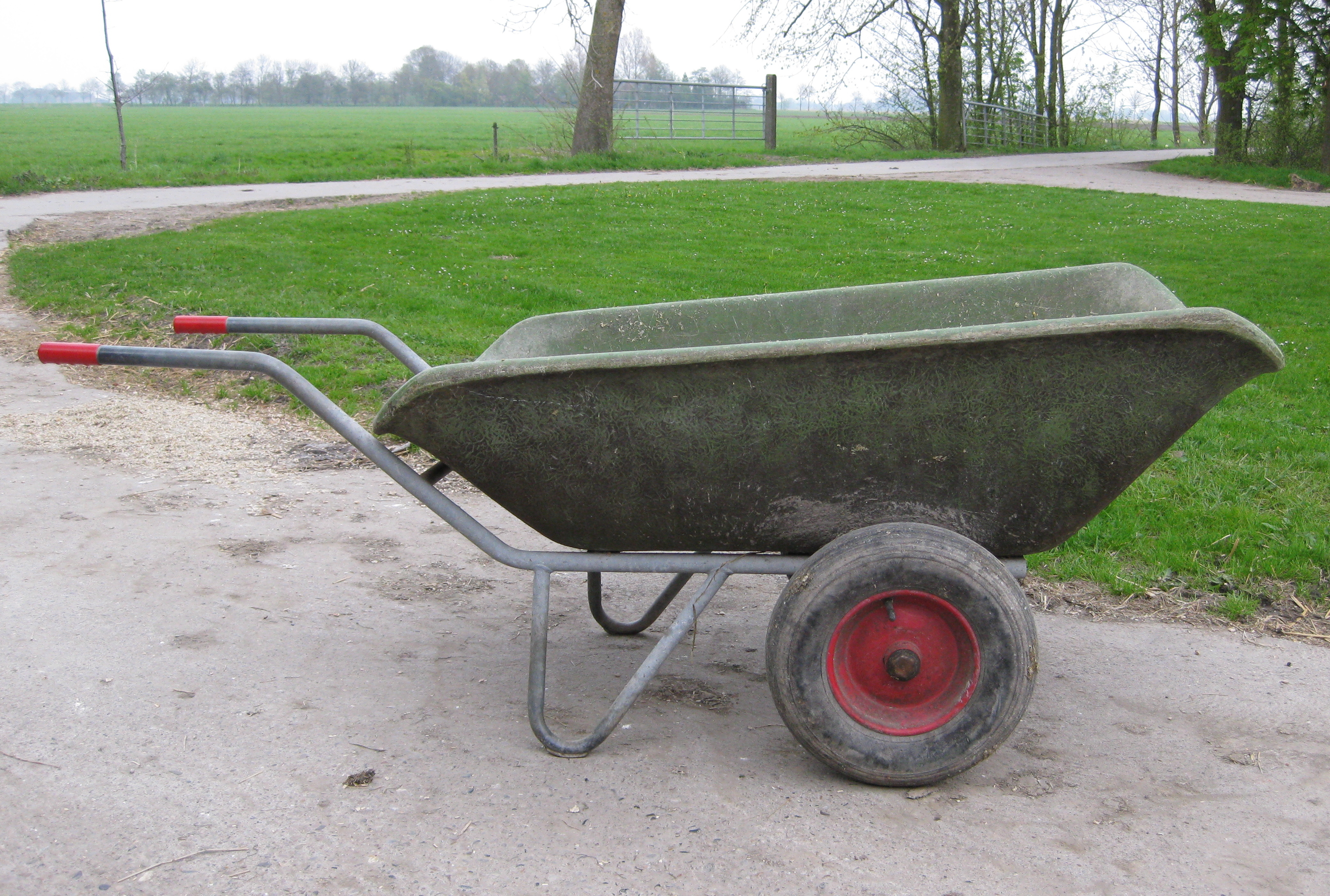
雙輪手推車。

手推車，又稱鹿車、轆車、轆轤車，是一個以人力推动的小型運載工具，最早為希腊人或中國汉朝人发明。它符合工效學，能夠抵受在崎嶇路面行進，但是不能在太過傾斜的地面作物資或工具運輸。
獨輪車利用槓桿原理而把負載的抗力點的靠近支點（即車輪）而令本身運作有效率，亦把負載分擔在獨輪車及操縱者之上。因為獨輪車令笨重或大量的負載移動變得輕鬆，所以它在建築工地、農地、花園中都是不可或缺的。
雖然兩輪的手推車在平地較為穩定，但獨輪車則在易失平衡的地方如細小、鋪板或翹起的路面有較高的可操作性，而且在卸載時亦較易控制。

## 歷史

### 起源

#### 古中國

##### 漢朝的考證
雖然有輪的運貨車在5000年前已經出現，但獨輪車的發明通常會追溯至中國，儘管此說有眾多爭議。关于中國獨輪車的最早描述在2世紀漢朝墓地壁畫及磚墓浮雕中發現。在四川成都一個年代為118年的墓中壁畫，發現繪有推著獨輪車的人。在四川沈府君闕發現年代約為150年的石浮雕，亦刻有推著獨輪車的人。二十四孝中便有孝子董永利用名為“鹿車”的獨輪車載著父親到處移動的故事，並描述在山東武梁祠年代為147年的壁畫上。但有比以上更早期的證據可以追溯至公元前1世紀及1世紀。在5世紀的後漢書中提及了發生在前30年共挽鹿車的成語故事，故事中鮑宣的妻子與鮑宣一同推著鹿車回鄉成親。期後發生在20年，反對篡位者王莽(前45年–23年)的赤眉起義中，趙憙為自己喬裝和把其妻子放在他的鹿車上，並聲稱其妻子十分不適而成功通過暴徒的詢問，從而避過危險。

##### 獨輪車的發明記載

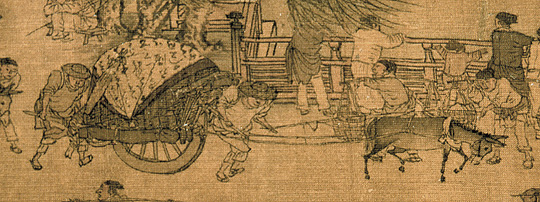
由北宋畫家張擇端(1085年–1145年)畫作清明上河圖中描繪的單輪手推車。

此外，在古代史家陳壽(233年–297年)所著的《三國志》中，陳壽指出蜀漢丞相諸葛亮在197年–234年間为獨輪車的發明作出貢獻。文中指出諸葛亮在231年發明了木牛流馬，並在對曹魏的作戰中用作軍事供應物品的運輸。裴松之在430年所作的註解中詳細描述了木牛流馬的設計，它有一個單獨大型的中心車輪，在代表牛的木製支架周圍有一個軸。在11世紀，宋朝(960年–1279年)學者高承在其著作《事物紀原》指出他當時的軸向前傾斜的小車（便於拉動），為諸葛亮木牛的直接後代。此外，高承亦指出三世紀的"流馬"獨輪車為軸向後傾斜的小車（便於推動）。

##### 中國獨輪車的特點

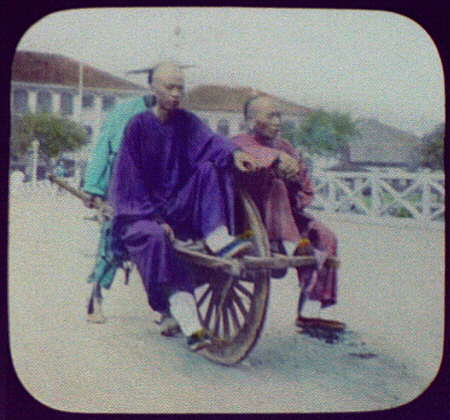
承载着两个人的独轮车。1895年，上海。

與其後在歐洲中世紀發明不同（車軸在前方用作運送較輕的負載），車軸在中間的中式獨輪車令它們負擔起重很多的重量。中國的獨輪車通常能夠一次負擔起六個人的重量，而且它並不是把大量的重量施加在拉動的人或動物上，而是把重量平均分佈在拉動者與車輪本身。由從17世紀歐洲到達中國的來訪者中對此十分讚賞，並受到荷蘭東印度公司的一位成員範巴瀾（Andreas Everardus van Braam Houckgeest）在1797年的著作中（精確描述了其設計及負重大的能力）表達對此的極度關注。

#### 古希臘
獨輪車可能最早由古希臘發明。兩張分別在前408年至前407年及前407年至前406年在伊萊夫希納（Eleusis）的建築物資清單列出了“一個單輪車”（ὑπερτηρία μονοκύκλου）：由於（dikyklos）及（tetrakyklos）意義為“雙輪車”及“四輪車”，而monokyklou在清單上位於“四輪車”及“四輪車的四輪”之間，解釋以上為單輪車像是一個最佳的解釋。但實際上並沒有古希臘使用獨輪車的證據。在希臘化時代亦沒有與此相關的證據。

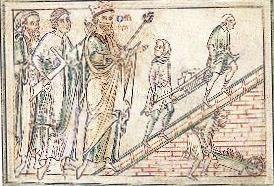
馬修·帕里斯著作《聖亞班傳》（Life of St Alban）中的獨輪車

#### 歐洲中世紀
獨輪車在歐洲出現的時間為1170年至1250年之間。中世紀的獨輪車普遍特色為其車輪位於或接近車的前方（與此相對的中式獨輪車，車輪通常位於正中間）。有關獨輪車的早期歷史研究因為明顯缺乏一個共同的專門用語而變得困難。英國科學歷史學家路易斯確定了英文與法文的原始資料中在1172年至1222年間有四處有關獨輪車的提及，其中三處為不同的稱呼。根據中世紀藝術歷史學家安德里亞·瑪提耶絲（Andrea Matthies），在1222年对中世紀歐洲有關獨輪車的最早參考檔案，其內容為購買幾架獨輪車作為英國國王在多佛的工程之用。馬修·帕里斯（Matthew Paris）在1250年完成的 中出現了最早描述獨輪車的英文手稿。。在13世紀，獨輪車被證明在建築、採礦工程及農業都有其作用。但是現存有關獨輪車的文獻及描述直到15世紀仍然相對較少。此外文獻亦只限於英國、法國及低地國家中找到。

### 獨輪車的技術傳播及發展

#### 中國的風帆獨輪車

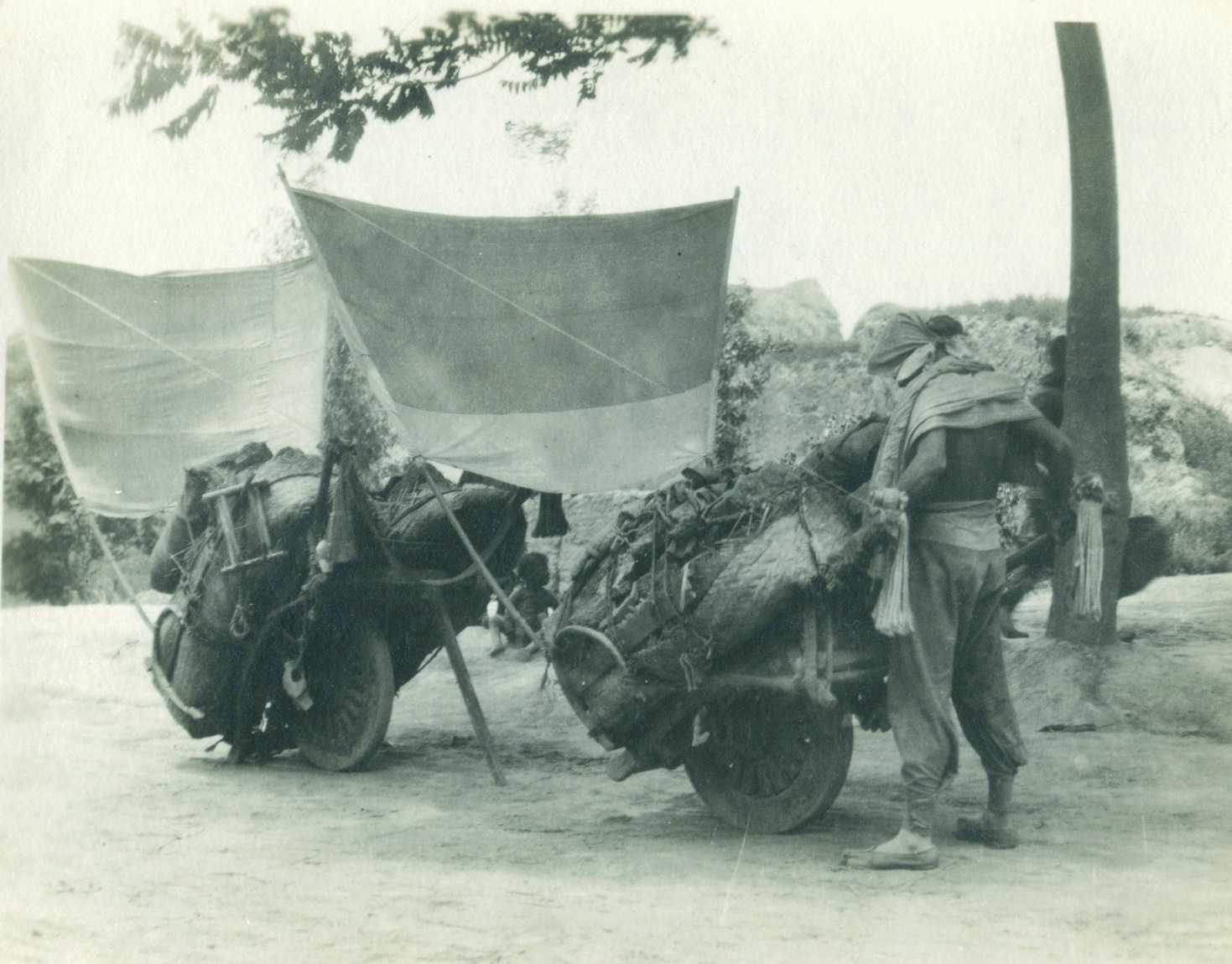
由浸信會傳教士約翰·雪德絲在1905年鄰近西安拍攝的獨輪車。

由於缺乏中國文獻的關係，中國最早在大型獨輪車上架設了桅（mast）與帆（sail）的時間不明，但是16世紀後來到中国的很多歐洲旅客提及此物。在1585年（中國的明朝），胡安·岡薩雷斯·德·門多薩（Juan González de Mendoza）在著作中指出中國有很多載客及載貨的馬車上安裝了帆，而部分絲製的長袍（robe）或土器（earthenware）器皿上更描繪了有關有帆馬車的插圖。在1584年由地圖學家亞伯拉罕·奧特里斯（Abraham Ortelius）的地圖集（atlas）《寰宇概觀》（Theatrum Orbis Terrarum）中繪有中國大型有帆及桅的獨輪車。類似同樣的中國有帆獨輪車亦在吉哈德斯·墨卡托（Gerardus Mercator）(1512年–1594年)的地圖集、與1626年由約翰·斯皮德的著作《世界知名地區全覽》中的《中華王國圖》（Kingdom of China）被描繪。英國詩人約翰·彌爾頓(1608年–1674年)在1665年寫出的一首詩令中國有帆獨輪車在歐洲揚名。歐洲人對中國有帆獨輪車的興趣亦可以由範巴瀾在1797年的著作中看到，如下：
在山東的南部邊界有人發現了一種比我所描述大得多的獨輪車，並由馬或騾拉動。但令我驚奇的是今天我看到了和一整個漁船同樣大小的獨輪車。我鄭重重申那是一隻船，每一隻都有一個帆，並綁在位於獨輪車前端托座上的小桅上。帆以蓆子（matting）或更常以布製造，有五至六尺高、三至四尺闊，有繃繩（Guy-wire）、帆繩（sheets）及吊索（halyard），就如中國帆船上一樣。帆繩與獨輪車的軸連結，所以可以由負責的人所操縱。

#### 獨輪車技術的緩慢傳播

##### 緩慢傳播的現象
雖然獨輪車在作戰及建築方面都有明顯功用，但是獨輪車的技術傳播顯得比較緩慢及有限制，這現象可以由後期仍然有擔架（Stretcher）與獨輪車共存的情況得到證明。由足夠數量的文獻提及作為準則，獨輪車技術有可能在15世紀前未受到廣泛傳播。在文藝復興時期的"工程師"們的筆記上並未找到有關獨輪車的提及。

##### 本地人對獨輪車的忽視
在1798年，由拿破崙到開羅的探索中，在他的報紙中顯示出他對此工具的忽視：
他們（那些法國人）利用簡單的工具去處理及減少問題，令他們的工作快速完成。因此，他們不使用籃（Basket）或容器（Container），而從後方使用有兩個加長了的手柄的小車；一個人用泥土、黏土或岩石把小車填滿 [..] 另一個人用手捉住手柄往前推，小車的車輪便以最少的阻力在工場轉動；一人最後把小車翹起便可以不累地把小車清空。
在1821年，法國農學家對獨輪車不被部分法國地區所認識而感到惋惜。

##### 文化的障礙
獨輪車緩慢傳播的另一證據可以由蘇伊士運河在1859年至1869年間的工作地盤中發現。公司代理在工程期間發現在歐洲的農業工作或民間工匠中使用已經是十分平凡的獨輪車在埃及仍然不為人知。更令人驚訝的是數次嘗試把獨輪車推薦給埃及農民使用均告失敗。所以此項技術的結晶並沒有發揮製造時預期的功用。她本身未能夠預期到文化障礙與技術轉移或科技進步所發生的衝擊。
期後經濟學家們加入獨輪車緩慢傳播的討論中，因為獨輪車技術的本身已經是十分簡單而令其緩慢傳播的原因變得很矛盾。安格斯·麥迪森（Angus Maddison） 對獨輪車傳播的不同發展提出了模仿過程的重要性。根據他的講法，中國把獨輪車傳入西方，而幾世紀後，雖然印度與西方已經有特別深入的接觸，但印度工人仍然把負載放在頭上，如同非洲的情況一樣。
開羅的法國東方考古學協會（Institut Français d'Archéologie Orientale）的考古學家們在利用獨輪車在他們的挖掘（Excavation）場所上遇到與他們的先驅者相同的問題。

#### 獨輪車用途在現代的發展
獨輪車用途的頂點在1971年二月發生，由太陽神14號的太空人利用月球獨輪車去運送月球石。獨輪車在其原理不變下不斷改良，例如經過摩托化、可摺疊的獨輪車和把車輪改成充氣的。在1974年，英國發明家詹姆斯‧戴森（James Dyson）製作出他的球型獨輪車(Ballbarrow)，一個有球狀車輪的注塑膠製獨輪車。由本田技研工業製作的HPE60，一個電力輔助的一輪運搬機在1998年完成。納米科技的發展顯示獨輪車的模式繼續啟發技師的靈感，從而出現了現今世上最小的機械裝置──納米手推車。

## 獨輪車的技術

### 功能分析

獨輪車的組成部分

#### 組成部分
獨輪車主要由五部分組成：
1. 底架：兩個連結的支架，用作支撐獨輪車整體。
2. 手柄：用作抓握、提供及傳送能量，亦是使用者介面。
3. 負載及其出入口：一個有內壁的托盤及一個可以上載及卸載的設備，是發揮主要功用的位置。
4. 滾動系統：容許以滾筒移動（最低摩擦力），亦負擔了部分負載。
5. 腳部（以一對或一塊的形式）：與車輛形成一個多邊形的穩定支撐，在靜態期間使用，例如上載期間。

#### 各種變化的分類
不同種類的獨輪車可以依照不同用途作出的組成部分的排列改變。

##### 不同車輪數目的變化
- 獨輪車在語義上指的是一個車輪的車，但有些情況她亦有可能有兩個車輪。即使在有兩個車輪的情況下，她們仍然是同軸的。當她有兩個車輪時，其優點是能夠提供較大的容量、更穩定及能夠以單手推動；但其在測試下所暴露的缺點是在不平坦的地面下移動會十分困難，甚至令人十分勞累，而單輪的情況下則克服了這情況。另外，可以使用兩輪的地方亦受到車軸闊度的限制。
- 過去經出現過有三個車輪的獨輪車（以星號形狀排列，用於在樓梯往下移動）或是四輪［在腳部裝上腳輪（Caster）］

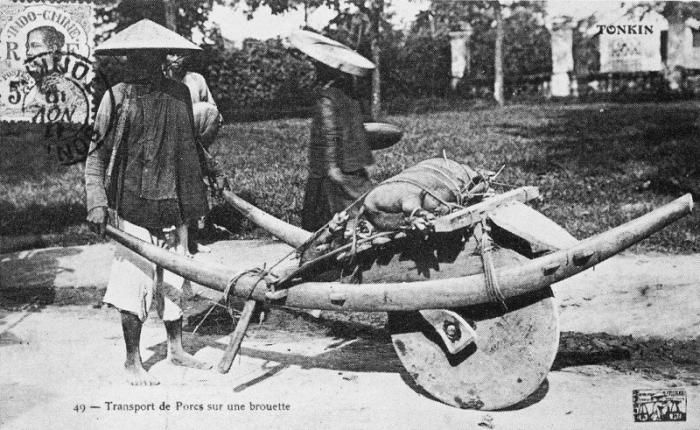
越南東京的獨輪車用作運輸豬隻。

##### 車軸與負載的相對位置的變化
- 車軸在負載的前方（最常見）。
- 車軸在負載的下方（見圖“東京的獨輪車”）。
- 車軸在中央，兩輪的情況下由負載兩側的懸臂連接，單輪的情況則是外殼中間有一塊整流片（fairing）。

##### 負載出入口位置的變化
- 負載及出入口在支架上：此為當代標準獨輪車的形態。此配置能夠把負載的重量轉移至往車軸，而此配置在對古代獨輪車的研究中長期未被發現。以上的變化是歐洲及地中海盆地（Mediterranean Basin）的西方國家的特色。
- 負載及出入口在支架下（全部或部分）：此配置不能夠把負載的重量轉移至往車軸，但相對的能夠提供較大的穩定性。以上的變化是中歐，特別是德國的特色。其描述可以從在1556年的巴塞爾出版格奧爾格·阿格里科拉的著作《論礦冶》（De re metallica）看到。

##### 負載出入口形態的變化
- 簡單的盤子，或是一個枕木加上支架，把物件擺上她們後作運送，例子如上圖運輸豬隻的獨輪車。
- 有椅背的盤子，即槓桿式手推車（Hand Truck），以前在火車站用作運送貨物。
- 有椅背及欄杆（固定或可以移除）的盤子，傳統的木製軍事獨輪車。
- 薄容器，容許運送粒狀物及液體。
- 專門化的負載及出入口，槽狀、桶狀、混凝土攪拌器狀等。她們通常是兩輪的。

##### 腳部位置的變化
- 腳部在手柄與車輪之間，為常見配置。
- 腳部在車輪之前，屬於槓桿式手推車（Hand Truck）的家族，如有車輪的小型旅行箱,[35]，有腳輪的袋等。

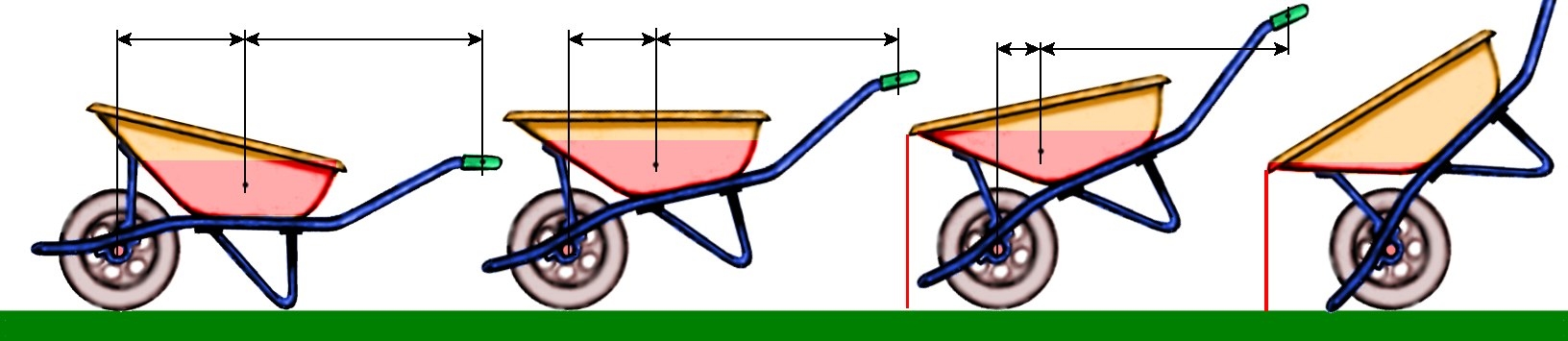
圖解利用有薄容器在支架上的獨輪車運送液體期間的負載移動，支架在前方卸載時亦都作為了一個穩定的支撐。

### 力學分析

#### 車輪

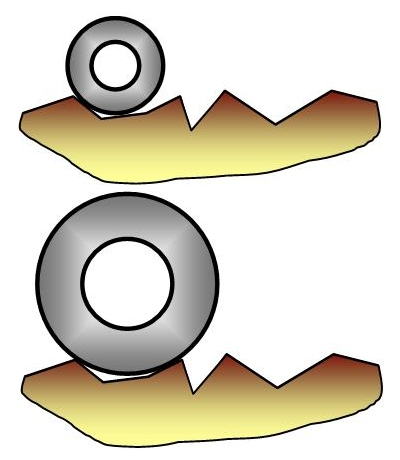
車輪的敏感度依據地面崎嶇程度而改變。

車輪的大小直接影響了獨輪車的表現。車輛必須夠大才能在崎嶇的路面上不被卡住。這樣亦令車輪更有效率。雖然改變車輪的懸臂（Cantilever）位置可以增大車輪的大小，但是研究指出車輪增大的程度有其極限。

#### 縱向位置分析
雖然依靠車輪去減少前進的阻力，但是使用了單一車輪（或是單一軸心）不能避免操縱者需要支撐部分負載的事實。對獨輪車的其中一樣主要關注的地方正是其靜態力學的研究。

##### 外加的作用力
考慮獨輪車在平地平衡的狀態下，提出了三個在外施加的作用力。
- {\displaystyle {\vec {P}}\,} 代表獨輪車本身及其負載的重量的力，施加在重心 {\displaystyle G} 上。
- {\displaystyle {\vec {R}}\,} 代表車輪對獨輪車底盤的作用力，施加在車輪連結中心 {\displaystyle C} 上。之前對車輪的個別研究證實如果車輪和獨輪車底盤間的支點是完美的話（即沒有摩擦力），此作用力與地面為垂直的。
- {\displaystyle {\vec {F}}\,} 代表操縱者在手柄施加在一點 {\displaystyle M} 的作用力，由以下研究得出。

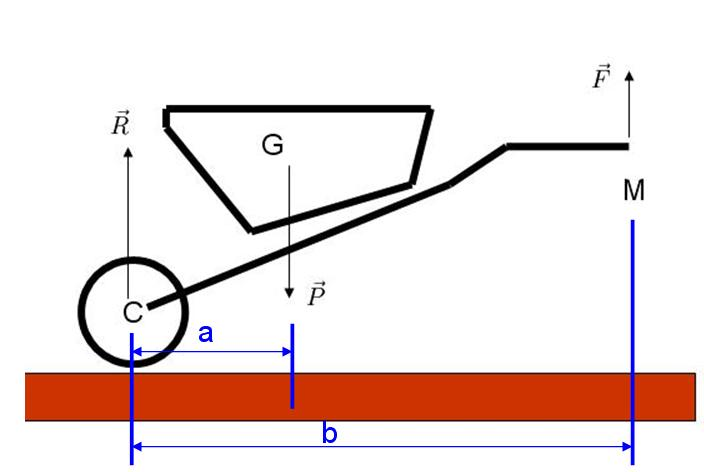
獨輪車在三種力間達至的平衡。

由牛頓運動定律中的慣性定律可以得出兩個有關以上三種力的關係：
- 力的總和為0：
(1) : {\displaystyle {\vec {P}}+{\vec {R}}+{\vec {F}}=0}
- 力矩的總和為0：而假定車輪中心為{\displaystyle C}，可以得出以下關係：
(2) : {\displaystyle M(P)_{C}+M(R)_{C}+M(F)_{C}=0}

##### 操縱者需要負擔的力量
首先，由於負載的重量及地面的作用力均是垂直的，如果要滿足條件(1)的話，則操縱者本身所施加的力也必須要垂直。以車輪本身為固定點的話，則操縱者本身要施加向上垂直的力才可以和負載的向下的力取得平衡。依照操縱者和車輪本身需要共同分擔負載的事實而改變的方程式如下：
(1) : {\displaystyle {\vec {P}}=-({\vec {R}}+{\vec {F}})\,}，其強度為：{\displaystyle P=R+F}
而把固定點放在車輪 {\displaystyle C} 後， {\displaystyle {\vec {R}}} 被消去而得出負載 {\displaystyle {\vec {P}}} 與操縱者的作用力 {\displaystyle {\vec {F}}} 的力矩 {\displaystyle M(x)_{C}} 的直接關係：
(2) : {\displaystyle M(P)_{C}+M(F)_{C}=0}
而透過擴展力矩的方程式，可以得出：{\displaystyle a\times P-b\times F=0}，或是 {\displaystyle F=P\times a/b}
以上闡述了發生在車輪上的槓桿原理的關係。而為了節省操縱者負擔負載所需的力量，有以下三種不同方法：
- 減少負載，從而減少 {\displaystyle P}，則會有違當初使用獨輪車的目的。
- 減少 {\displaystyle a/b} ，可以用以下方式：
  - 增加 {\displaystyle b} ，即增加連結支架的長度，但當長度增加至某極限便會令獨輪車難於操縱。
  - 減少 {\displaystyle a} ，把此原理發揮至極限便會把負載放在車輪上。達至操縱者不需要任何力量便可以支撐負載，經典例子如人力車。以上原理亦應用在手推車上，從而能夠移動較重的貨物。而手推車為了增加可以負擔的負載，減少了車輪的大小從而減少本身重量，但是因此便犧牲了在崎嶇路面的穩定性。而為了解決穩定性的問題而由單輪改變為兩輪車。除此之外，因為歷史的演進，手推車底架變得撓起亦有助重心接近車輪，達到減少 {\displaystyle a} 的效果。

而把支撐負載由車輪承擔後，如果要移動獨輪車，便只要施加與地面平衡的作用力，其強度等於其加速度及質量的積。而此加速與獨輪車的結構並無關係。而此情況在兩輪或是四輪的運貨馬車都是一樣的。而移動的順暢度則視乎地面情況，在堅實的路面行走會比高草或泥濘的路面行走容易得多。

##### 斜坡的平衡
當獨輪車在斜坡上時，地面的作用力方向便不再與獨輪車的重量平行，因此而需要操縱者的加入才能平衡。

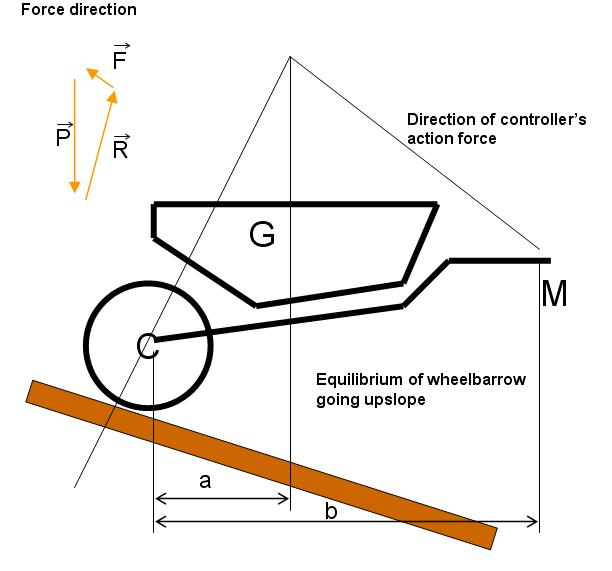
上坡中的獨輪車。

##### 上坡情況
在向上推的情況，三種力的交會點在地面上，而操縱者必須向上施力才能平衡獨輪車。如果操縱者不方便地把獨輪車的平面支撐著的話，則操縱者附出的作用力仍然合理。獨輪車在上斜及落斜是的外表相同，操縱者本身均需要抵消摩擦力。而與在平地行走相比，推上斜坡需要大得多的力量。

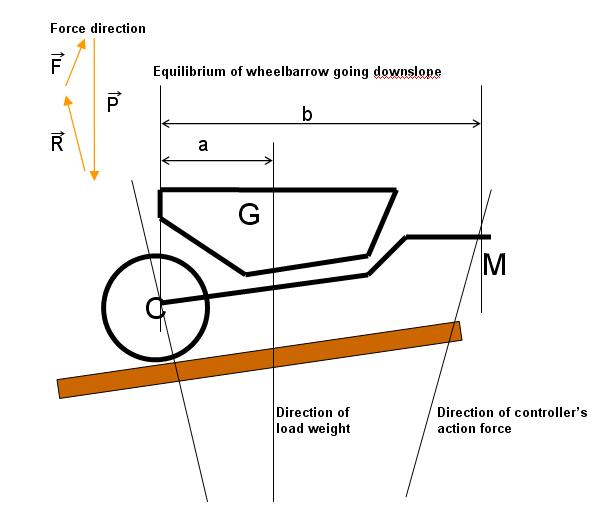
下坡中的獨輪車。

##### 下坡情況
而向下移動時，情況便相反，三種力的交會點在地面下。研究及事實指出操縱者本身需要比平地時施加差不多的力。負載的內容則會加重了問題，特別如果負載是液體的情況。如果在上斜的情況操縱者可以提高獨輪車的平面，但落斜的情況便不可能因為獨輪車的支撐腳會撞到地面。

#### 橫向位置分析
在正前方觀察獨輪車便會考慮到獨輪車有搖晃翻倒的危機。因為在中央有車輪的關係，令情況像一個倒槓桿，而操縱者本身便要維持獨輪車的左右平衡。

##### 作用力方向實際上的不平行
當獨輪車在載入穩定的負載下直立，操縱者以相等的力量提升手柄。問題在於載入的負載不穩定或是獨輪車並不是完美地垂直。在此情況下獨輪車重量的作用力便不再與車輪對地面的作用力在同一個垂直平面上。此差距產生一個引致翻側的力偶，令操縱者必須在相反的手柄施加作用力才能抵消。
研究指出地面與車輪間有摩擦力，而其作用力的方向可以傾側。實際上即使在摩擦係數近乎零的冰面上，獨輪車仍然可以沒有問題地轉動。此必須的摩擦力並沒有為獨輪車的前進帶來阻礙，而來自側面的摩擦力則像是以路軌指導車輪行走。

##### 假定翻側發生的情況
現今的定量研究的注意力放在獨輪車維持翻側階段的粗略分析。其假設令獨輪車翻側的作用力只放在其中一個手柄上，而力矩間的平衡的描述提供了獨輪車重量與操縱者發出的作用力的關係。
車輪與地面在接觸瞬間的作用力：
{\displaystyle P.e=F.m\,}, 所以{\displaystyle P.h\sin \alpha =F.{\sqrt {H^{2}+\ell ^{2}}}\,}.
而以操縱者發出的作用力為視點的話：
{\displaystyle F=P.{\frac {h\sin \alpha }{\sqrt {H^{2}+\ell ^{2}}}}\,}.

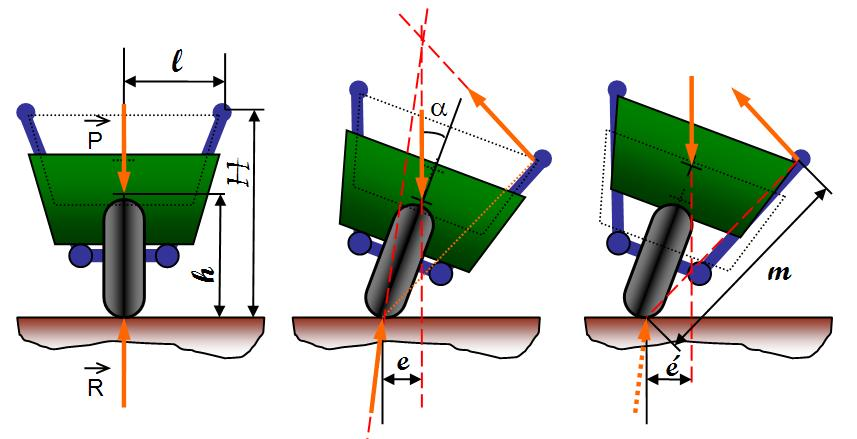
在前方視點的獨輪車，包括平衡及翻側狀態。

注意因為選擇了最佳的研究角度，所以以上數值只是最小的力量。
為了減少操縱者需要發出的作用力，可以：
- 減少負載 {\displaystyle P} ，但與使用目的相反。
- 降低重心 {\displaystyle h} ，但需要減少車輪的大小或像上一點一樣要減少負載。
- 提高手柄 {\displaystyle H} 及加長 {\displaystyle \ell } 。
- 最後方法就是不要翻側獨輪車，在三角函數 {\displaystyle \sin \alpha } 顯示一個微弱的傾側（幾度）不會構成問題，但傾側角度繼續增加會令情況急速變壞。如果負載是液體的話，由於傾側令其形態改變，會導致重心同時往易於傾側的方向轉移而令情況惡化。

#### 結論
車輪的大小必須足夠大去適應地面情況，但亦要足夠小去降低重心。其框架必須令外殼十分接近車輪令車輪轉動期間穩定。而與此相反，高的外殼位置有助在最後卸下貨物，但亦在運送途中較易發生意外。手柄必須向上從而令操縱者的手肘提高到肩膀的位置，而兩邊亦要夠闊令操縱者有效地取得平衝。

## 對獨輪車的觀點

### 技術發展史
獨輪車組成一個特別的研究目標，亦是一個對技術史的批評思考的好論題。此物件可能擔當一個比表面上更為重要的角色，令鐵路、水路航道及田地的工作更為容易。從16世紀以來，城市的建造者對因為在季節性影響下的農村勞動力定期失業感興趣，從而令他們在家工作並發展成紡織工業的一部分。獨輪車亦參與在其中，用作羊毛梳理工、紡紗工人、織布工運送貨物，例如法國圖爾寬（Tourcoing）的居民便會用獨輪車（Broutteux）作為該城市的綽號。

### 經濟學
獨輪車的發明被普遍視為一個生產函數的轉變。由卡爾·馬克思至約翰·希克斯，對於獨輪車的出現究竟是資本經濟還是勞動力經濟經過長期的討論。一個支持後者的論點為人類有傾向去發展技術方法去避免麻煩，以上理論為迂迴效果（Roundaboutness）。對獨輪車的哲學分析則相反，雖然純粹為推測但亦無任何錯誤。但亦給與資本經濟及團體進步的一個中肯的評價。

## 有關獨輪車的其他

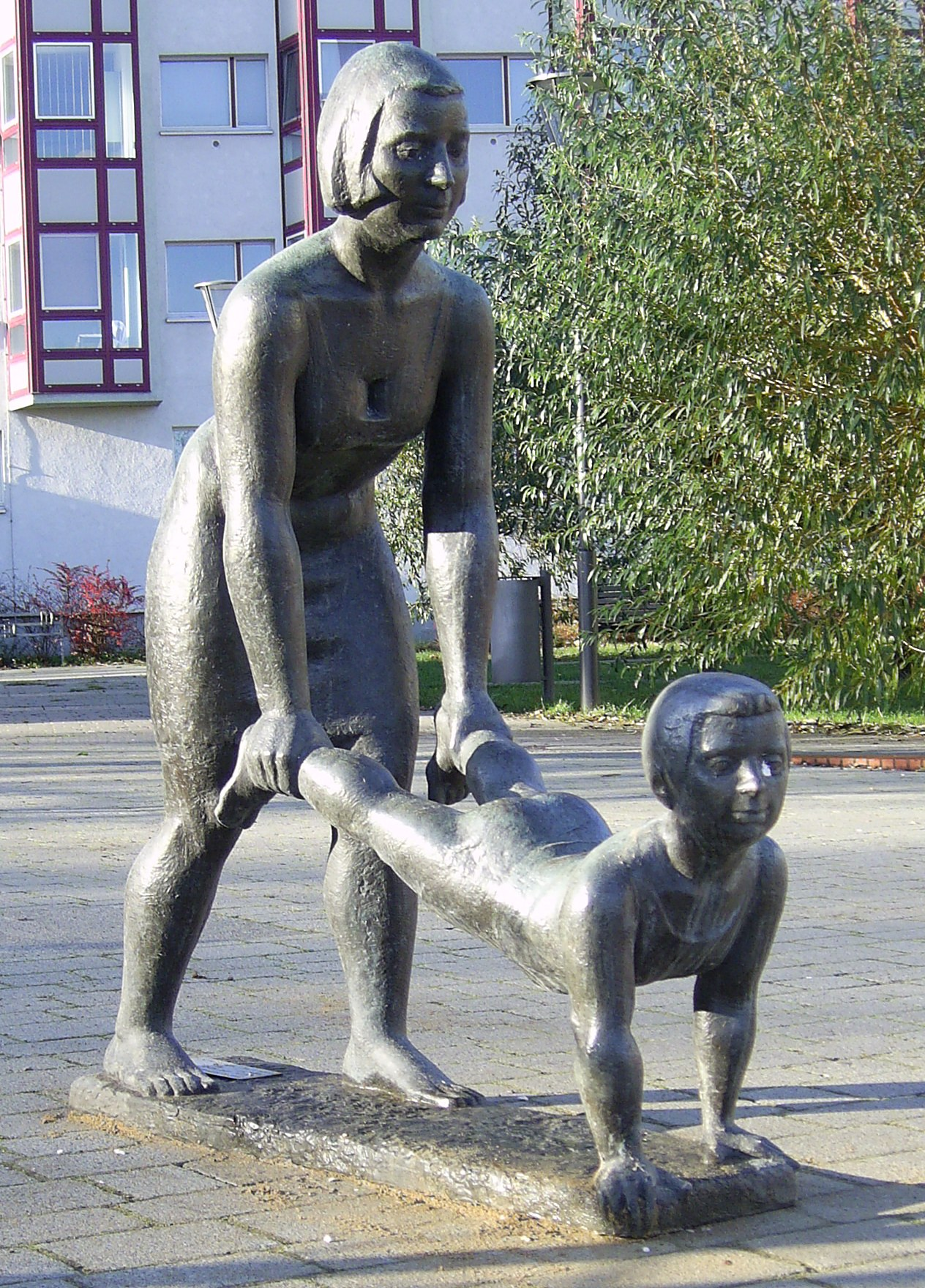
推車賽跑

### 獨輪車作為象徵
皮特凱恩群島的國徽及國旗有獨輪車的圖案。

### 兒童的遊戲
- 推車賽跑（Wheelbarrow race），由兩人分別扮演操縱者及獨輪車的角色，扮演操縱者的握著扮演獨輪車的足踝，而扮演獨輪車的則用雙手行走。
- 獨輪車競賽，由一個人推著真正的獨輪車，而獨輪車上載有人或其他負載，並推行一段路程。部分地方會舉行此競賽，例如有獨輪車之都之稱的法國旺代省的薩里尼（Saligny, Vendée）[38]。
- 獨輪車亦會被製成年少兒童的玩具。

### 裝飾
獨輪車被普遍使用在園林裝飾中，最常見是盆栽。她們由普通的獨輪車開始，在失去功能時便循環再用成為此用途。但因為其成功，引發了一個專門為裝飾或奇異的獨輪車便應運而生，有精細手工的、有藤製 的及加工鐵製等。

## 腳注
1. ↑  . 博客來.   [2020-12-29]. （原始内容存档于2020-12-01）.
2. ↑  Needham, Volume 4, Part 2, 263-267.
3. 1 2 3  Needham, Volume 4, Part 2, 265.
4. ↑  Needham, Volume 4, Part 2, 264-265.
5. ↑  .   [2008-05-05].[永久]
6. ↑  Needham, Volume 4, Part 2, 263.
7. ↑  .   [2008-05-05]. （原始内容存档于2008-02-17）.
8. ↑  .   [2008-05-05]. （原始内容存档于2008-05-17）.
9. ↑  《后汉书·卷八十四·列女傳第七十四》
10. ↑  《后汉书·卷二十六·伏侯宋蔡馮趙牟韋列傳第十六》
11. ↑  Needham, Volume 4, Part 2, 259-260.
12. 1 2  Needham, Volume 4, Part 2, 260.
13. 1 2  Needham, Volume 4, Part 2, 262.
14. ↑  Needham, Volume 4, Part 2, 258.
15. ↑  Needham, Volume 4, Part 2, 258-259.
16. ↑  Needham, Volume 4, Part 2, 259.
17. ↑  M. J. T. Lewis, p.470ff.
18. ↑  The Classical World, by Robin Lane Fox, Penguin (2006)
19. ↑  M. J. T. Lewis, pp.453-55
20. ↑  M. J. T. Lewis, p.463
21. ↑  Andrea L. Matthies, p.357
22. ↑  Andrea L. Ma
The often held view that a wheelbarrow shows up in a stained-glass window at Chartres soon after 1200 is according to Lewis "a myth. There is none. The nearest approach is a handbarrow." (M.J.T. Lewis, p.463)
23. ↑  M. J. T. Lewis, p.456
24. ↑  Andrea L. Matthies, p.358
25. ↑  Needham, Volume 4, Part 2, 274-276.
26. 1 2 3  Needham, Volume 4, Part 2, 276.
27. ↑  .   [2008-05-06]. （原始内容存档于2013-10-12）.
28. ↑  Needham, Volume 4, Part 2, 274.
29. ↑  Petites questions et grands problèmes : la brouette, p.83.
30. 1 2  Nathalie Montel, Faire l’histoire des usages des objets techniques : formules, projets et pratiques. L’exemple de brouettes sur le chantier du canal de Suez (1859-1869), p.5. Séminaire « Objets, » LATTS (Laboratoire Techniques, Territoires et Société)
31. ↑  Angus Maddison,  When and Why did the West get Richer than the Rest ?
32. ↑  .   [2008-05-07]. （原始内容存档于2015-10-06）.
33. ↑  HPE60 video demonstration 的存檔，存档日期2012-12-28.
34. ↑  .   [2008-06-10]. （原始内容存档于2008-11-26）.
35. ↑  有車輪的小型旅行箱 的存檔，存档日期2007-10-21.
36. ↑  Histoire des techniques., p.1051.
37. ↑  Histoire des techniques., p.1053.
38. ↑  .   [2008-06-12]. （原始内容存档于2008-05-24）.
39. ↑  .   [2008-06-10]. （原始内容存档于2013-10-12）.
40. ↑  .   [2008-06-10]. （原始内容存档于2007-10-30）.

## 延伸閱讀
- Viollet-le-Duc, article « Brouette, » Dictionnaire du mobilier, Paris, 1872, t.I.
- Marquis de Camarasa, « Causeries brouettiques. » Notes, croquis, schémas, dessins pour un traité historique, bibliographique, étymologique, philologique, théorique, comparatif, technique, philosophique, politique, artistique, critique, sportif, touristique et pittoresque de la brouette, Madrid, 1925.
- J.M. Massa, « La Brouette, » Techniques et Civilisations, 1952, t.II, pp. 93–95.
- Frieda Van Tyghem, Op en Om, de Middeleeuwse Bouwerf, Bruxelles, 1966, 2 vol., dont un de planches.